# 圣路加堂 (慕尼黑)

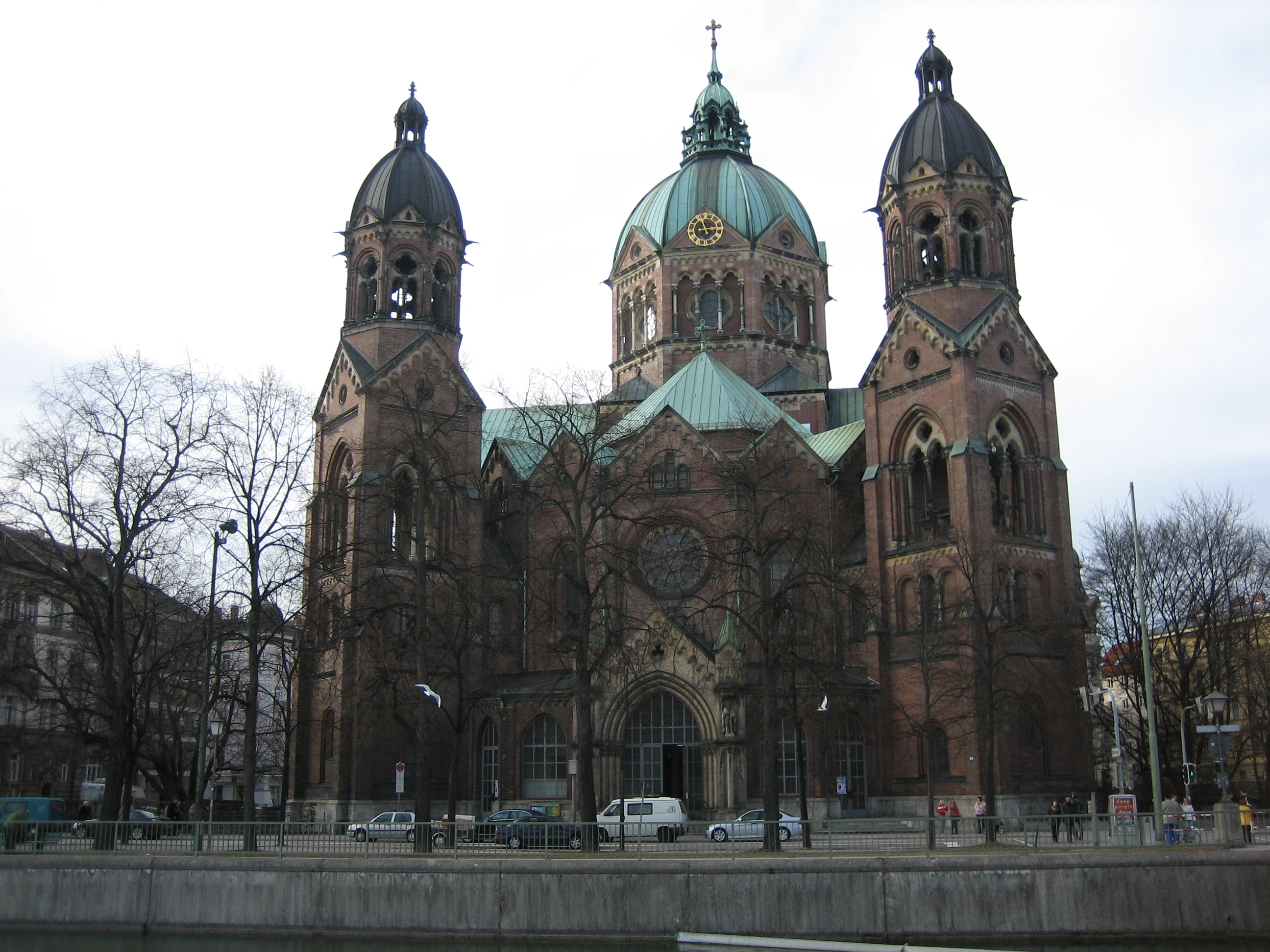
圣路加堂

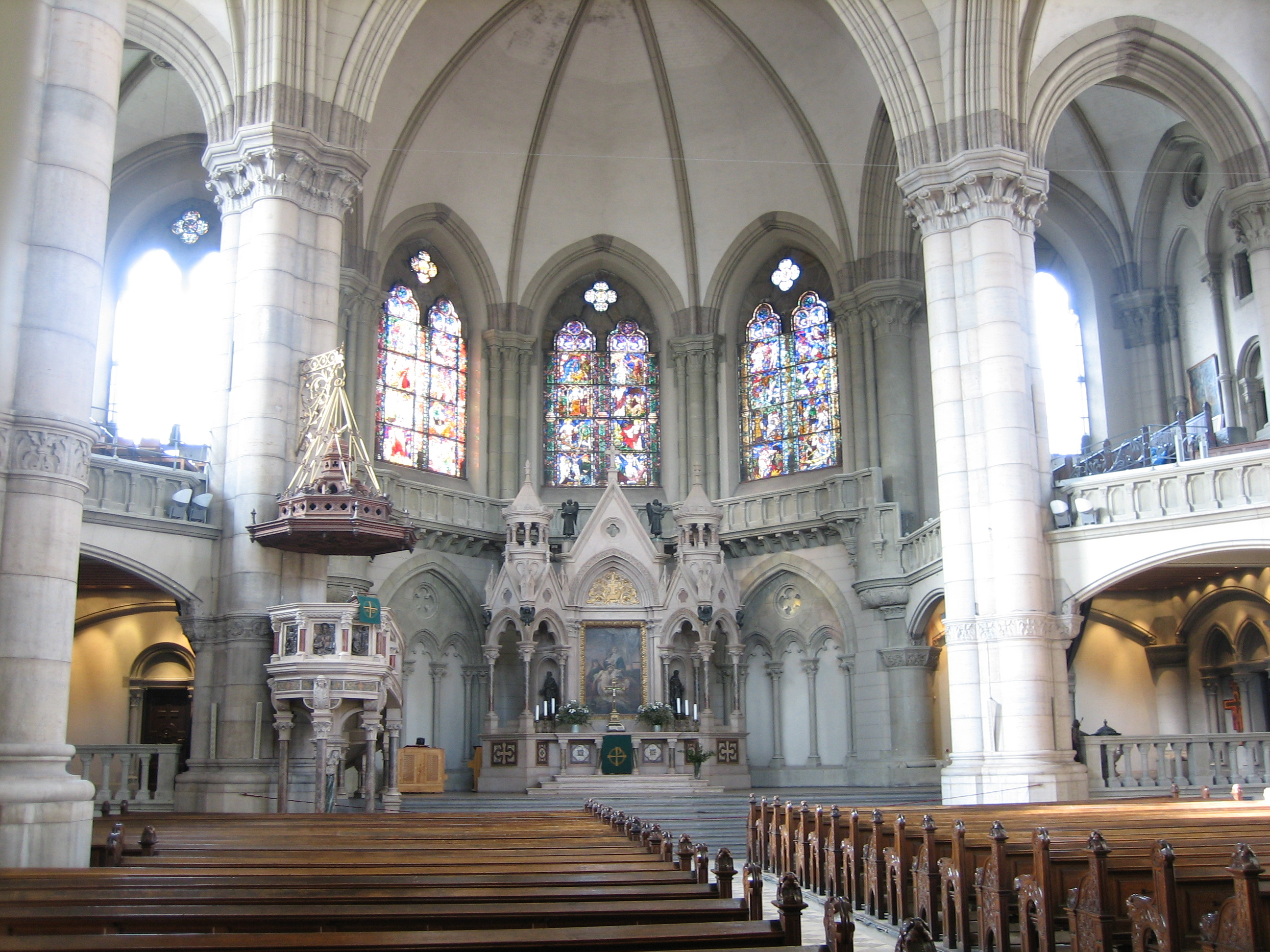
内部

圣路加堂（德语：Lukaskirche）是德国慕尼黑的一座路德会教堂，兴建于1893-1896年，由阿尔伯特·施密特设计。 
圣路加堂是慕尼黑唯一一座保存完好的新教老教堂。 